# Talang 2017
Den sjunde säsongen av underhållningsprogrammet Talang sändes på TV4 mellan den 18 mars till 19 maj 2017, efter sex års avbrott från kanalen och efter tre års uppehåll i sändning från TV3.
Programledare blev Pär Lernström tillsammans med Kristina "Keyyo" Petrushina och som jury tjänstgjorde Alexander Bard, David Batra, Kakan Hermansson och LaGaylia Frazier.
Utöver auditionavsnitten kunde även allmänheten ansöka via TV4:s hemsida med uppträdanden för att kunna bli vald som en råtalang och få gå vidare till Talangs semifinaler. Dessa avsnitt visades på TV4 Play, där i varje avsnitt visades tre talanger varav två valdes ut av Pär och Keyyo som sedan tittarna kunde rösta på via Facebook att gå vidare i tävlingen.
Efter den direktsända finalen under 19 maj röstade tittarna fram 18-årige sångaren Ibrahim Nasrullayev som vinnare av Talang med en vinstsumma på en halv miljon kronor.

## Audition
Auditionen till Talang skedde på Stockholmsmässan under sex dagar i oktober 2016 och sändes mellan 18 mars till 22 april 2017.
Jurymedlemmarna hade varsin röd kryssknapp som de kunde trycka på under framträdanden, och om alla fyra i juryn tryckte på sin knapp innebar det slutet för akten. Efter framträdandet deltog juryn i en överläggning och kunde sedan rösta vidare akten eller inte, om akten fick tre ja-röster eller fler gick de vidare till den slutliga uttagningen. Varje jurymedlem hade även chansen att trycka på en guldknapp. De akter som fick guldknappen av vardera jurymedlem gick direkt vidare till de direktsända semifinalerna.
På den slutliga uttagningen under det sjätte avsnittet valde juryn ut vilka som skulle få de resterande sexton öppna platserna i semifinalerna. Här nedan listas de akter som visades under säsongens gång:
| Av. | Nr | Deltagande akt                    | Typ av framträdande             | Kryssknappar | Kryssknappar | Kryssknappar | Kryssknappar | Resultat              |
| Av. | Nr | Deltagande akt                    | Typ av framträdande             | David        | LaGaylia     | Kakan        | Alexander    | Resultat              |
| --- | -- | --------------------------------- | ------------------------------- | ------------ | ------------ | ------------ | ------------ | --------------------- |
| 1   | 1  | Daniel Stefanssonz orkester       | Dansbandssångare                |              |              |              |              | Eliminerad            |
| 1   | 2  | Celey                             | Dansduo                         |              |              |              |              | Vidare                |
| 1   | 3  | TT-Grace                          | Rockabillyband                  |              |              |              |              | Eliminerad            |
| 1   | 4  | Blonde Plutoz                     | Utomjordiskt popband            |              |              |              |              | Eliminerad            |
| 1   | 5  | High 15                           | Sånggrupp                       |              |              |              |              | Vidare                |
| 1   | 6  | Staying Alive                     | Dansgrupp                       |              |              |              |              | Eliminerad            |
| 1   | 7  | The Sugar Collective              | Dansgrupp                       |              |              |              |              | Vidare                |
| 1   | 8  | Dancing Kings                     | Magdansartrio                   |              |              |              | —            | Vidare                |
| 1   | 9  | Ullis och Rudolf                  | Uppvisning med ren              |              |              |              |              | Eliminerad            |
| 1   | 10 | Parrotmusic                       | Papegojshow                     |              |              |              |              | Eliminerad            |
| 1   | 11 | Daniel Kane                       | Magiker                         |              |              |              |              | Vidare                |
| 1   | 12 | Ibrahim Nasrullayev               | Sångare                         |              |              |              |              | Vidare till semifinal |
| 2   | 13 | Alma Gabrielsson                  | Eldjonglör                      |              |              |              |              | Gick ej vidare        |
| 2   | 14 | Alavie                            | Sånggrupp                       |              |              |              |              | Eliminerad            |
| 2   | 15 | Simon Nicelund                    | Sångare                         |              |              |              |              | Vidare                |
| 2   | 16 | The Unruly Movement               | Dansgrupp                       |              |              |              |              | Vidare                |
| 2   | 17 | Robotgänget LiU                   | Dansande robotar                |              |              |              |              | Vidare                |
| 2   | 18 | Martin och Anna Hanning-Häggström | Operasångare                    |              |              |              |              | Gick ej vidare        |
| 2   | 19 | Jakob Westerlund                  | Sångare                         |              |              |              |              | Gick ej vidare        |
| 2   | 20 | Johan Nylinder                    | Eldfakir                        |              |              |              |              | Eliminerad            |
| 2   | 21 | Janne Näsström                    | Magiker                         |              |              |              |              | Eliminerad            |
| 2   | 22 | Ervin Veisz                       | Magiker                         |              |              |              |              | Vidare                |
| 2   | 23 | JEERK                             | Stepprytmgrupp                  |              |              |              |              | Gick ej vidare        |
| 2   | 24 | Oliver Rytting                    | Hårdrockssångare                |              |              |              |              | Vidare till semifinal |
| 3   | 25 | Linnea Andersson                  | Sångare med dansgrupp           |              |              |              |              | Eliminerad            |
| 3   | 26 | André Persson Gintner             | Sångare                         |              |              |              |              | Vidare                |
| 3   | 27 | Johanna Enough                    | Rumpdansare                     |              |              |              |              | Gick ej vidare        |
| 3   | 28 | Abdoulaye Seck                    | Styltdansare                    |              |              |              |              | Gick ej vidare        |
| 3   | 29 | Osman Sagfors                     | Kontortionist                   |              |              |              |              | Gick ej vidare        |
| 3   | 30 | Nelli Berg                        | Sångare                         |              |              |              |              | Vidare till semifinal |
| 3   | 31 | Anders Nielsen                    | Ordvitsare                      |              |              |              |              | Eliminerad            |
| 3   | 32 | Viktor Klemming                   | Ståuppkomiker                   |              |              |              |              | Eliminerad            |
| 3   | 33 | Gerda Bylund                      | Ståuppkomiker                   |              |              |              |              | Eliminerad            |
| 3   | 34 | Alexander Ögren                   | Ståuppkomiker                   |              |              |              |              | Gick ej vidare        |
| 3   | 35 | Agneta Kusoffsky                  | Sångare                         |              |              |              |              | Eliminerad            |
| 3   | 36 | Viking och Stefan                 | Diskjockeyduo                   |              |              |              |              | Gick ej vidare        |
| 4   | 37 | Nick Stream                       | Sångare                         | —            |              |              |              | Eliminerad            |
| 4   | 38 | Simon Weidersjö                   | Sångare                         |              |              |              |              | Eliminerad            |
| 4   | 39 | Nigma                             | Rappare                         |              |              |              |              | Vidare                |
| 4   | 40 | Dynamite Devils                   | Cheerleadinggrupp               |              |              |              |              | Gick ej vidare        |
| 4   | 41 | Air Wipp                          | Parkourgrupp                    |              |              |              |              | Gick ej vidare        |
| 4   | 42 | Svarta Höken                      | Indiandansare                   |              |              |              |              | Eliminerad            |
| 4   | 43 | Kantorn                           | Komiker                         |              |              |              | —            | Vidare                |
| 4   | 44 | The EntertainMen                  | Manskör                         |              |              |              |              | Eliminerad            |
| 4   | 45 | Street Mentality                  | Dansgrupp                       |              |              |              |              | Vidare                |
| 4   | 46 | Emanuel Bagge                     | Sångare                         |              |              |              |              | Vidare                |
| 5   | 47 | Staaf Magic                       | Illusionsgrupp                  |              |              |              |              | Gick ej vidare        |
| 5   | 48 | 2-Stubbz                          | Sångarduo                       |              |              |              |              | Vidare                |
| 5   | 49 | Roza                              | Ormdansare                      |              |              | —            |              | Eliminerad            |
| 5   | 50 | Anna-Maija Nyman                  | Påldansare                      |              |              |              |              | Gick ej vidare        |
| 5   | 51 | Blackout Empire                   | Dansgrupp                       |              |              |              |              | Vidare                |
| 5   | 52 | Yanjaa Wintersoul                 | Minnesmästare                   |              |              |              |              | Vidare till semifinal |
| 5   | 53 | Gurra och Micke                   | Imitatörduo                     |              |              |              |              | Eliminerad            |
| 5   | 54 | Trenorerna                        | Carl XVI Gustaf-imitatör        |              |              |              |              | Eliminerad            |
| 5   | 55 | J.A.M.                            | Michael Jackson-imitatördansare |              |              |              |              | Eliminerad            |
| 5   | 56 | Emma Wallin                       | Sångare                         |              |              |              |              | Gick ej vidare        |
| 5   | 57 | William Nyhlén                    | Sångare                         |              |              |              |              | Eliminerad            |
| 5   | 58 | Divine                            | Operasångartrio                 |              |              |              |              | Eliminerad            |
| 5   | 59 | Kevin Johansson                   | Operasångare                    |              |              |              |              | Gick ej vidare        |
| 6   | 60 | Linnea Högberg                    | Sångare                         |              |              |              |              | Gick ej vidare        |
| 6   | 61 | Noak Hellsing                     | Sångare                         |              |              |              |              | Gick ej vidare        |
| 6   | 62 | Robert Ace                        | Ficktjuvsmagiker                |              |              |              |              | Eliminerad            |
| 6   | 63 | Christian Wedøy                   | Utbrytarkung                    |              |              |              |              | Gick ej vidare        |
| 6   | 64 | Fredrika och Thess                | Dansduo                         |              |              |              |              | Eliminerad            |
| 6   | 65 | Power Puff Crew                   | Dansgrupp                       |              |              |              |              | Gick ej vidare        |
| 6   | 66 | May-Britt "Maya" Hellman          | Sångare                         |              |              | —            |              | Eliminerad            |
| 6   | 67 | Foxy Mama                         | Rappare                         |              |              |              |              | Gick ej vidare        |

1. 1 2 3 4 5  Denna jurymedlemmen tryckte på hans/hennes kryssknapp under detta framträdande, men drog bort den vid juryöverläggningen.

### Råtalang
Utöver auditionen kunde även allmänheten ansöka till Talang via Råtalang, ett sidoprogram som sändes på TV4 Play som leddes av Pär och Keyyo. De valde sedan ut två av tre talanger från varje del som tittarna kunde rösta på via Facebook, där den som gick vidare tillkännagavs morgonen efter på Nyhetsmorgon.
Delar under auditionsavsnitten
| Del | Deltagande akt              | Typ av framträdande | Resultat   |
| --- | --------------------------- | ------------------- | ---------- |
| 1   | The Crash Brothers          | Mosar rekvisita     | Utröstad   |
| 1   | Malin Andersson             | Hundparkour         | Eliminerad |
| 1   | Philip och Jojje            | Fotbollsjonglörer   | Vidare     |
| 2   | Douglas Ekermark            | Streetgymnast       | Vidare     |
| 2   | Magnus Carlsson             | Kändisimitatör      | Eliminerad |
| 2   | Estonian Sisters            | Underhållarduo      | Utröstad   |
| 3   | Anne-Sophie Skovborg Larsen | Buktalare           | Eliminerad |
| 3   | Meat Grinder                | Tävlingsätare       | Vidare     |
| 3   | Ida Staberg                 | Påldansare          | Utröstad   |
| 4   | Team SKILL                  | Rephoppargrupp      | Vidare     |
| 4   | Swedish Dynamite            | Dynamitexpert       | Eliminerad |
| 4   | Nikolas och Mocho           | Musikduo            | Utröstad   |

Delar under semifinalerna
När alla fyra platser hade tagits upp delades akterna i två dueller. Efter varje direktsänd semifinal spelades en av duellerna i Råtalang på TV4 Play, där juryn fick bestämma vinnaren ur vardera duell. I början av den tredje semifinalen avslöjade juryn vilken akt som hade gått vidare och fick uppträda, vilket blev rephoppargruppen Team SKILL.
| Del | Duellanter       | Typ av framträdande | Resultat              |
| --- | ---------------- | ------------------- | --------------------- |
| 6   | Philip och Jojje | Fotbollsjonglörer   | Vidare                |
| 6   | Douglas Ekermark | Streetgymnast       | Utröstad              |
| 7   | Meat Grinder     | Tävlingsätare       | Utröstad              |
| 7   | Team SKILL       | Rephoppargrupp      | Vidare                |
| SF3 | Philip och Jojje | Fotbollsjonglörer   | Utröstad              |
| SF3 | Team SKILL       | Rephoppargrupp      | Vidare till semifinal |

## Semifinaler
Under varje direktsänd semifinal framträdde sju olika akter, där sedan tittarna röstade på sina favoriter. Den akt som fick flest röster gick direkt vidare till finalen, medan de andra och tredje bästa akterna fick ställa sig mot juryn som röstade fram den andra finalisten. Om det skulle bli lika mellan akterna avgjorde tittarröstarna vem som gick vidare. Juryn fick även efter alla semifinaler välja ut två av alla utröstade akterna som wildcards till finalen.

### Semifinal 1
Den första semifinalen sändes live den 29 april 2017.
| Nr | Semifinalist         | Beskrivning av framträdande                                                                                               | Kryssknappar och juryröster | Kryssknappar och juryröster | Kryssknappar och juryröster | Kryssknappar och juryröster | Resultat                         |
| Nr | Semifinalist         | Beskrivning av framträdande                                                                                               | David                       | LaGaylia                    | Kakan                       | Alexander                   | Resultat                         |
| -- | -------------------- | --- | --------------------------- | --------------------------- | --------------------------- | --------------------------- | -------------------------------- |
| 1  | Celey                | Dansduo, framförde en koreograferad dans till ett medley av låtar.                                                        |                             |                             |                             |                             | Utröstad, sjunde plats           |
| 2  | Simon Nicelund       | Sångare, spelade gitarr och sjöng en cover på Ariana Grandes låt "Break Free".                                            |                             |                             |                             |                             | Utröstad, sjätte plats           |
| 3  | The Sugar Collective | Dansgrupp, framförde en koreograferad dans med ett budskap om kvinnor till ett medley av låtar.                           |                             |                             |                             |                             | Utröstad, femte plats; Wildcard  |
| 4  | Oliver Rytting       | Hårdrockssångare, sjöng och framförde till Steppenwolfs låt "Born to Be Wild".                                            |                             |                             |                             |                             | Vidare till final                |
| 5  | Robotgänget LiU      | Dansande robotar, dansade till låtar i olika årtionden som exempelvis Bee Gees låt "Stayin' Alive".                       |                             |                             |                             |                             | Utröstad, fjärde plats           |
| 6  | Nigma                | Rappare, framförde egenskriven text till musik med inslag av videor från hennes audition.                                 |                             |                             |                             |                             | Vidare av juryröster             |
| 7  | Daniel Kane          | Magiker, framförde en show där han fick en kvinna att trollas fram ur en tavla som sedan trollades bort under ett skynke. |                             |                             |                             |                             | Utröstad av juryröster; Wildcard |

1. ↑  På grund av tekniska problem med musiken fick Celey starta om deras nummer.
2. 1 2  Efter den tredje semifinalen avslöjade juryn i efterföljande del av Råtalang vilka två akter som blev valda som wildcards till finalen, vilket blev magikern Daniel Kane och dansgruppen The Sugar Collective.

### Semifinal 2
Den andra semifinalen sändes live den 6 maj 2017.
| Nr | Semifinalist        | Beskrivning av framträdande | Kryssknappar och juryröster | Kryssknappar och juryröster | Kryssknappar och juryröster | Kryssknappar och juryröster | Resultat               |
| Nr | Semifinalist        | Beskrivning av framträdande | David                       | LaGaylia                    | Kakan                       | Alexander                   | Resultat               |
| -- | ------------------- | --- | --------------------------- | --------------------------- | --------------------------- | --------------------------- | ---------------------- |
| 1  | High 15             | Sånggrupp, sjöng covers på ett medley av låtar som exempelvis Beyoncés låt "Run the World (Girls)".                                            |                             |                             |                             |                             | Utröstad, fjärde plats |
| 2  | Dancing Kings       | Magdansartrio, dansade till hårdrocksversioner av låtar iklädda skor med neonljus, vita tanktops och svarta byxor med röda hängslen.           |                             |                             |                             |                             | Utröstad, sjunde plats |
| 3  | Street Mentality    | Dansgrupp, framförde en koreograferad dans med ett budskap om mobbning, iklädda kostym och slips till ett medley av låtar.                     |                             |                             |                             |                             | Utröstad av juryröster |
| 4  | Kantorn             | Komiker, sjöng samt agerade gospelledare för en kör och framförde en version av Abbas låt "Lay All Your Love on Me".                           |                             |                             |                             |                             | Vidare av tittarröster |
| 5  | Ibrahim Nasrullayev | Sångare, sjöng den svenska versionen av "You Raise Me Up" vid namn "Rör vid min själ" originellt framförd av Secret Garden.                    |                             |                             |                             |                             | Vidare till final      |
| 6  | Ervin Veisz         | Magiker, framförde en show med att ta sig loss ur en tvångströja samtidigt som han hängde upp och ned över en bädd av långa spikar.            |                             |                             |                             |                             | Utröstad, sjätte plats |
| 7  | The Unruly Movement | Dansgrupp, dansade till ett medley av låtar till ett budskap om förorter, iklädda med bland annat guldmasker och huvtröjor med olika förorter. |                             |                             |                             |                             | Utröstad, femte plats  |

1. ↑  Då det blev lika många juryröster vardera till Street Mentality och Kantorn fick tittarrösterna avgöra.

### Semifinal 3
Den tredje semifinalen sändes live den 13 maj 2017.
| Nr | Semifinalist          | Beskrivning av framträdande | Kryssknappar och juryröster | Kryssknappar och juryröster | Kryssknappar och juryröster | Kryssknappar och juryröster | Resultat               |
| Nr | Semifinalist          | Beskrivning av framträdande | David                       | LaGaylia                    | Kakan                       | Alexander                   | Resultat               |
| -- | --------------------- | --- | --------------------------- | --------------------------- | --------------------------- | --------------------------- | ---------------------- |
| 1  | André Persson Gintner | Sångare, sjöng en cover på Lisa Nilssons låt "Varje gång jag ser dig" tillsammans med bakgrundsdansare.                          |                             |                             |                             |                             | Utröstad, sjätte plats |
| 2  | Team SKILL            | Rephoppargrupp, utförde olika tricks med hopprep till ett medley av låtar som exempelvis Gwen Stefanis låt "The Sweet Escape".   |                             |                             |                             |                             | Utröstad, femte plats  |
| 3  | 2-Stubbz              | Sångarduo, sjöng en cover på The Lumineers låt "Ho Hey" tillsammans med ett bildspel i bakgrunden på sig själva om sin relation. | —                           |                             |                             |                             | Utröstad av juryröster |
| 4  | Yanjaa Wintersoul     | Minnesmästare, fick trettio siffror valda av Kakan som sedan Pär skrev upp på en tavla som skulle memoreras på trettio sekunder. | —                           |                             |                             |                             | Vidare av juryröster   |
| 5  | Nelli Berg            | Sångare, sjöng en cover på Rihannas låt "Diamonds" medan hon stod på ett podium.                                                 |                             |                             |                             |                             | Utröstad, fjärde plats |
| 6  | Blackout Empire       | Dansgrupp, framförde en koreograferad dans till ett medley av låtar och även med ett citat om kvinnorätt.                        |                             |                             |                             |                             | Utröstad, sjunde plats |
| 7  | Emanuel Bagge         | Sångare, spelade piano och sjöng Elton Johns låt "Goodbye Yellow Brick Road" tillsammans med en bakgrundskör.                    |                             |                             |                             |                             | Vidare till final      |

1. 1 2  David Batra behövde inte lägga sin röst då Yanjaa Wintersoul redan hade fått tre juryröster.

## Final
Finalen sändes live den 19 maj 2017, där vinnaren blev Ibrahim Nasrullayev.
| Nr | Finalist             | Beskrivning av framträdande | Juryns kryssknappar | Juryns kryssknappar | Juryns kryssknappar | Juryns kryssknappar | Resultat      |
| Nr | Finalist             | Beskrivning av framträdande | David               | LaGaylia            | Kakan               | Alexander           | Resultat      |
| -- | -------------------- | --- | ------------------- | ------------------- | ------------------- | ------------------- | ------------- |
| 1  | Emanuel Bagge        | Sångare, spelade ett trumsolo och sedan framförde Bruno Mars låtar "Locked Out of Heaven" och "Runaway Baby" med bakgrundsdansare. |                     |                     |                     |                     | Sjätte plats  |
| 2  | The Sugar Collective | Dansgrupp, framförde en koreograferad dans med synkroniserade delmoment till ett medley av låtar.                                  |                     |                     |                     |                     | Sjunde plats  |
| 3  | Ibrahim Nasrullayev  | Sångare, sjöng en cover på Björn Skifs låt "Håll mitt hjärta" tillsammans med ett dansande par i bakgrunden.                       |                     |                     |                     |                     | Vinnare       |
| 4  | Kantorn              | Komiker, framförde Boney Ms låt "Daddy Cool" med egen text och The Trammps låt "Disco Inferno" tillsammans med bakgrundssångare.   |                     |                     |                     |                     | Fjärde plats  |
| 5  | Nigma                | Rappare, framförde egenskriven text till musik om hennes liv.                                                                      |                     |                     |                     |                     | Topp tre      |
| 6  | Daniel Kane          | Magiker, framförde en show där han fick en glödande röd boll att sväva runt i luften som sedan svävade ned i en låda.              |                     |                     |                     |                     | Åttonde plats |
| 7  | Yanjaa Wintersoul    | Minnesmästare, fick sextio emojis valda av David som skulle memoreras på trettio sekunder.                                         |                     |                     |                     |                     | Femte plats   |
| 8  | Oliver Rytting       | Hårdrockssångare, framförde AC/DCs låt "Highway to Hell" tillsammans med ett band i bakgrunden.                                    |                     |                     |                     |                     | Topp tre      |

## Tittarsiffror
| Avsnitt | Datum         | Tittarsiffror |
| ------- | ------------- | ------------- |
| 1       | 18 mars 2017  | 1 017 000     |
| 2       | 25 mars 2017  | 942 000       |
| 3       | 1 april 2017  | 840 000       |
| 4       | 8 april 2017  | 894 000       |
| 5       | 15 april 2017 | 647 000       |
| 6       | 22 april 2017 | 817 000       |
| 7       | 29 april 2017 | 875 000       |
| 8       | 6 maj 2017    | 714 000       |
| 9       | 13 maj 2017   | 491 000       |
| 10      | 19 maj 2017   | 971 000       |

## Källhänvisningar
1. ↑  ”Mediamätning i Skandinavien”. Arkiverad från originalet den 21 februari 2016. https://web.archive.org/web/20160221070857/http://hottoptv.mms.se/.